# Itzpapalotl
Itzpapalotl (nah. „obsydianowy motyl”) – bogini z mitologii Azteków. Uważana była za jedną tzitzimime – demonów, które pożerały ludzi w czasie zaćmienia słońca. W ikonografii była przedstawiana ze skrzydłami motyla, które były zakończone ostrzami z kamienia, lub ze skrzydłami nietoperza i szponami jaguara.